# نجوى خليل
نجوى خليل هي وزيرة التأمينات في حكومة هشام قنديل.

## تدرجها الوظيفي
عملت مدير المركز القومى للبحوث الاجتماعية والجنائية، وكانت عضوة بلجنة تقصى الحقائق لأحداث ثورة 25 يناير، مشهود لها بالكفاءة في عملها كباحثة، حصلت على الدكتوراه من كلية الإعلام جامعة القاهرة عام 1986، وكان موضوع رسالة الدكتوراه مشكلات المجتمع المصري من الحرب العالمية الثانية حتى ثورة 1952، وتدرجت في العمل الأكاديمى كباحث بالمركز القومى للبحوث الاجتماعية والجنائية منذ عام 1976، حتى أصبحت مديراً عامًا للمركز منذ عام 2008 حتى الآن، كما أجرت عدة بحوث حول هموم واهتمامات المواطن المصري.